# کوه بهایا
کوه بهایا یک کوه در سومالی است. کوه بهایا ۲٬۱۲۰ متر بالاتر از سطح دریا واقع شده‌است.